# Denkare
Denkare (電気式華憐音楽集団 "Denkishiki Karen Ongaku Shuudan" traducido al inglés como Electric-type Karen Music Group) es una banda japonesa de heavy metal formada en 2001 en Tokio, Japón, y pertenece al Team Fairithm. El grupo está formado por 8 miembros que se desconoce su identidad, aunque se cree que algunos miembros podrían pertenecer al grupo Yousei Teikoku cuya vocalista y miembro principal es Yui Itsuki, que podría estar asociada con Denkare, (por ello el nombre Denkishiki Karen Ongaku Shuudan, en el que se hace referencia a la vocalista Karen que sería Yui). 
Su estilo musical es principalmente metal acelerado con un estilo gótico y sinfónico, en el que también utilizan elementos de la música electrónica y clásica. La letra de las canciones suele incluir emociones negativas y sufrimiento, en consonancia con los juegos guro-themed en los que se utilizan. En particular, ha proporcionado muchas canciones para BLACK CYC.

## Miembros
Aunque se desconoce la identidad real de los miembros, se conocen sus nombres artísticos.
- Karen (かれん) - Es la vocalista y miembro principal de la banda. Se cree que es Yui Itsuki y que por ende está asociada con el grupo Yousei Teikoku.
- Denki (でんき) - Es el principal compositor. También es arreglista, letrista y guitarrista.
- Nishiki (にしき) - Arreglista, compositor y guitarrista.
- On (おん)- Arreglista, compositor y teclista.
- Gaku (がく) - Arreglista, compositor y bajista
- Syu (しゅう) - Batería
- Shiren (しれん) - Vocalista, arreglista, compositor y guitarrista. Pertenece a Yousei Teikoku.

## Discografía

### Álbumes
- Denki's music collection I (2010)
- Karen's music collection I (2010)
- re:Charge (2011)
- Gig Grimoire (2013)
- Detonator (2014)
- Karen's Music Collection II (2014)
- Gig Detonator (2015)
- Denki's Music Collection II (2016)
- Carnaval The Abyss (2017)
- Denki's Music Collection III (2018)
- Karen's Music Collection III (2018)
- Inspirante (2018)

### Sencillos
- prima dynamis (2018)

### Otros
- Do-Reijou opening/ending theme full version (2002)
- TECH GIAN DECEMBER 2002 ORIGINAL DISC (2002)
- Moecom Official Visual Fanbook Zoku Gohoushi CD (2003)
- Sukumizu -Fetch ni Naru Mon!- Original Soundtrack (2003)
- GWAVE SuperFeature's vol.10 Golden Paro Special -May-Be SOFT Hyper Audio Fan Disc-  (2008)
- Mugen Kairou 2 ~Rasen~ Original Sound Track (2009)
- Cthulhu -Otome no Fureru, Tenshi no Yubisaki- Original Sound Track "Call of Elder Things" (2010)
- Cthulhu -Great Hunting- Original Sound Track "Song of Yste" BCYC-D72 (2010)
- MinDeaD BlooD -Original SounD Track- (2010)
- BLACK BOX / Denkishiki Karen Ongaku Shuudan VXCA-0002 (2010)
- Gokuin no Sentou Original Soundtrack CD BCYC-D79 (2011)
- Mizu no Miyako no Patisserie Original Soundtrack (2012)
- Monsters Survive ORIGINAL SOUNDTRACK (2012)
- IGNITION / Denkishiki Karen Ongaku Shuudan (2013)
- Kimi ga Tame, Koishi Midareshi Tsuki no Hana SOUNDTRACK (2014)
- LILITH VOCAL COLLECTION (2016)
- Sakura no Mori  Dreamers Original Soundtrack (2016)
- Shi ni Iku Kimi, Yakata ni Mebuku Zouo Original Soundtrack CD (2016)
- GWAVE 2016 1st advance (2016)
- PARADOX OF GEMINI Playstation Vita Ver. ORIGINAL SOUNDTRACK (2017)
- Sakura no Mori Dreamers 2 Original Soundtrack (2019)
- VIOLET BOX / Denkishiki Karen Ongaku Shuudan (2019)
- FURAISENKI SHINMU vocal song CD (2019)
- a fig / Denkishiki Karen Ongaku Shuudan (2021)
- Symphony Sounds Record 2021 -from 2006 to 2020- (2021)
- Mahou Shoujo Shoumou Sensen DeadΩAegis Original SoundTrack (2021)
- Symphony Sounds Eternal III (2022)
- Mahou Shoujo Shoumou Sensen another record Mini Album: Сhiisaki Monotachi no Uta N/A (2022)
- Symphony Sounds Record 2023 -from 2008 to 2022- (2023)
- Symphony Sounds Generation 2022 SSCD-017 (2023)
- battle butterfly / Denkishiki Karen Ongaku Shuudan (2024)